# Casa Soler Casolleras (Manresa)
La Casa Soler Casolleras és una obra del municipi de Manresa (Bages) protegida com a bé cultural d'interès local.

## Descripció
Edifici que consta de planta baixa i cinc pisos: la planta baixa de gran alçada i l'últim pis es transforma en àtic amb terrasses i limitadors. Coronat amb potent ràfec sobre permòdols de fusta i majòlica. La façana és simètrica. Té una composició ordenada marcant tres zones verticals: una central més ampla, on els balcons s'agrupen de dos en dos, excepte al principal, que apareix obertura tripartita, i dues laterals, amb un balcó per pis, separades per pilastres. Aquestes, circulars fins al nivell del segon pis, amb capitells jònics, continuen només dibuixades (estucades) fins al cinquè. La importància dels dos primers pisos queda remarcada per una balconada circular amb balustres de pedra, flanquejada per les pilastres adossades clàssiques, suportades per grosses mènsules. El quart i el cinquè pis estan separats per una cornisa de pedra. A l'interior hi ha un habitatge per planta. Fou la primera casa de Manresa que comptà amb ascensor.
Com a elements decoratius té un repertori clàssic utilitzat en el noucentisme català com a tema de decoració de façanes: mènsules, pilastres, capitells, barbacana, estucs, finestres emmarcades en pedra arenisca. Façana estucada imitant carreus, ceràmica, etc.